# Джеймс Баучер
Джеймс Дейвид Баучер (на английски: James David Bourchier) е ирландски журналист, кореспондент на Балканите, застъпник за българската кауза.
Учи в Дъблин, Ирландия, След като завършва висшето си образование, започва работа като преподавател в колежа „Итън“. Ирландски журналист и политически активист, дълги години работи като балкански кореспондент за британския всекидневник „Таймс“. Живее в София от 1892 до 1915 година и става почетен член на Софийското журналистическо общество. Играе роля на посредник между балканските държави в края на Балканските войни от 1912 – 1913 г.

## Ранни години и образование
Баучер се ражда на 18 декември 1850 г. в Бръф, графство Лимерик, Ирландия, в семейство от смесен произход – англо-нормански (от страна на баща му) и хугенотски (от страна на майка му). След смъртта на баща му с майка му си се мести в нейната семейна къща в Касълкъмър, графство Килкени, за която Баучер до края на дните си смята, че оттам води началото си истинският му семеен произход. Баучер завършва Кралското училище на Портора в Енискилън, също така и дъблинския Тринити Колидж, а после учи в Кингс Колидж Кеймбридж. Получава хуманитарно и музикално образование. Ориентира се към адвокатството, но професионалните му планове са осуетени от нарастваща глухота, заедно с липса на финансови средства.

## Учител в Итън Колидж
Става учител по английски в Итън Колидж заради стремеж към журналистическа кариера; там преподава 10 години въпреки нарастващата си глухота. По това време започва да става известен на широката публика, в частност заради статия относно британската политика на депортиране в Ирландия, публикувана във вестник „The Globe“. Счита още отначало своята журналистическа дейност като прозорец към друг свят, позволяващ му да избяга от отегчителното и изкуствено всекидневие в Итън Колидж. Първите му работи привличат вниманието на вестник „The Times“, чийто управителен съвет накрая ще му предложи поста кореспондент на Балканите.

## Кореспондент на Балканите
През 1888 г. 38-годишният Джеймс получава задачата да отразява случващото се на Балканите. Работата му като кореспондент започва в Румъния, където бушува бунт на селяни. След това отива в Княжество България, където неприятностите са следствие от проруския преврат от 1886 г., свалил Александър I, заменяйки го на следващата година с Фердинанд Сакскобургготски. Баучер прави репортаж за първата обиколка на княжеството на суверена. През тези си първи 3 години на Балканите Баучер работи като независим журналист, предлагайки статиите си на вестник „Таймс“, но също така и на „Фортнайтли Ривю“ (които публикуват серия негови статии, посветени на България) и на други британски вестници. Бързо става експерт по балканска политика. Пътува много из страната, създавайки първи контакти с критските бунтовници, борещи се против османската власт за независимостта на острова – кауза, на която ще се отдаде напълно. Живо се интересува и от много други бунтове и военни конфликти в България, Континентална Гърция, Албания, Македония и Румъния. Допринася страна със статиите си за възраждане на интереса към Древна Гърция. Също така праща дописки до Лондон за първите олимпийски игри на модерната епоха, организирани от барон Пиер дьо Кубертен в Атина през 1896 г.
В размирната ситуация на Балканите в началото на XX век Джеймс Баучер е сред най-влиятелните европейски журналисти. Неговите статии са четени от министри и държавници. Води редовно кореспонденция с Балканския комитет и камарата на общините, която оценява неговия придобит опит. Също така сътрудничи с Енциклопедия Британика, за която пише статиите „Гърция“, „Румъния“ и „България“ в няколко издания. Става постоянен кореспондент на „Times“ през 1892 г.

## Застъпник за българската кауза
Баучер редовно бива обвиняван за пристрастност към българското дело, в частност от гръцките автори, за своята подкрепа към идеята за присъединяване на Македония към България. Междувременно българското правителство го обвинява в пристрастност след телеграмите му за политическото покушение над Стефан Стамболов от македонски терористи през 1895 г. Всъщност той е в отлични отношения със Стамболов (премиер от 1888 до 1894 г.), въпреки критиките към „методите на турското правителство“ на „българския Бисмарк“. Позицията на Баучер бива тълкувана като критика към българското правителство. Принц Фердинанд пише гневно писмо до директора на Times, който обаче подкрепя своя кореспондент.
Налага му се да напусне България, след като публикува дописка относно жестокостите, извършени срещу помаците (българи-мюсюлмани), редовно нападани от българите християни, за да отмъстят за страданията на македонците, живеещи под османско владичество. Междувременно, от вестник Times са много доволни, че може да покаже своята безпристрастност до степен, че изиграва след това роля, като съветва правителствата и има други политически отговорности. По времето на образуването на Балканския съюз преди Първата Балканска война дори играе роля на таен посредник между правителствата. Чрез него по време на престоя му в Атина през пролетта на 1911 година са осъществени първите непреки контакти между българското и гръцкото правителство, довели по-късно до съюза между двете страни.
Когато разногласията му с българските власти са изгладени, Баучер се завръща в софийския Гранд Хотел срещу царския дворец, където е многократно канен от царя (Фердинанд обявява абсолютната независимост на България през 1908 г. и приема титлата цар на българите).
В статиите си Баучер критикува остро клаузите на Букурещкия мирен договор от 1913 г., който смята за изключително суров към България, че губи въз основа на своите срокове Южна Добруджа (анексирана от Румъния), също така и част от Македония, получена през 1912 – 1913 г. Баучер упражнява своята репортерска дейност да отразява не само през двете балкански войни, но също и през Първата световна война. Паралелно упражнява и значителна дейност, за да убеди българските власти да влязат във войната на страната на Антантата. Наясно е с факта, че страната ще се присъедини към съюз, гарантиращ ѝ присъединяване на Македония, но също и на Източна Тракия. Въпреки това, Баучер живо подкрепя българската позиция по време на преговорите на Парижката мирна конференция от 1919 – 1920 г., на които България не е поканена. Конференцията гласува шест договора, от които Ньойския договор, съглашението за мир между силите на Антантата и България, която трябва да отстъпи Западна Тракия на Гърция и някои погранични територии на Кралството на сърби, хървати и словенци (КСХС). Южна Добруджа попада под румънска власт, а България (също като Германия) е заставена да изплаща обезщетения и армията ѝ е ограничена до 20 000 души.
Напуска България с влизането на страната във война и упражнява репортерската професия от Руската империя, преди да се върне в Лондон. Пенсионира се през 1918 г. и получава пълна свобода да изрази това, което смята за правдоподобност за българската кауза. Благодарение на пенсията си от Times се мести в София, където се сдобива с жилище. Успява да раздели времето си между къщата си в Килкени, Лондон, и София, за да се посвети на писането, в частност на своите мемоари. Прекарва време и в Дъблин, където пише няколко статии за бъдещето на Балканите.
Умира на 30 декември 1920 г. в София. Тялото му е изложено в катедралата „Св. Александър Невски“. След това, съобразно последната му воля, е погребан близо до Рилския манастир в Югозападна България – чест, оказана единствено на този чужденец. Разрешението е дадено специално от новия суверен – цар Борис III.

## Политически позиции
Дейно участващ в процесите, състояли се на Балканския полуостров по онова време, Баучер подкрепя идеята остров Крит да бъде анексиран от Гърция. В очерците си критикува някои параграфи на Букурещкия мирен договор от 1913 г., който счита за несправедлив към България. В резултат на договора България губи южната част на Добруджа (която е присъединена към Румъния) и част от Македония.
Баучер също изразява силната си подкрепа за България по време на Парижката мирна конференция провела се 1919 – 1920 г. Конференцията представя 5 договора, включително и Ньойския договор (мирно споразумение между Съюзниците и България, сключено през 1918 г.) Според границите на договора България трябва да отстъпи част от Западна Тракия на Гърция и няколко крайгранични области на КСХС. Със своите безброй публикации в британската преса и своята лична и социална кореспонденция Баучер неведнъж изразява симпатия към България и българския народ.

## Почести
На Джеймс Дейвид Баучер са наречени връх в Рила, улици в България, метростанция „Джеймс Баучер“ в София. Българската комисия по антарктически топоними нарича на негово име залив край северозападния бряг на остров Смит (Smith Island) в арктическия архипелаг на Южните Шетландски острови.
През 1990 г. новооткритото Българско общество за британски науки посвещава първата си национална конференция на 140-годишнината от раждането на Баучер в Лимерик, Ирландия, и 70-ата годишнина от смъртта му.
Днес булевард „Джеймс Баучер“ (Карта) е сред многото оживени главни улици в София, с множество административни и офис сгради. Вероятно най-видният ѝ ориентир е хотел „Маринела София“. Там също се намират и факултетът по физика, факултетът по математика и информатика и факултетът по химия на Софийския университет „Св. Климент Охридски“, както и офисът на Съюза на физиците в България и централата на Българския червен кръст. Има улици, наречени на него, също във Варна, Стара Загора, Благоевград и Пловдив.